# Прончищев, Иван Афанасьевич
Иван Афанасьевич Прончищев (ум. в 1687) — окольничий, посол, воевода в Казани, стольник царя Алексея Михайловича.

## Биография
Известно, что в 1640 году он был стряпчим.

### Посольская служба
С 1644 года начинается его посольская служба, когда он состоял при посольстве в Литве.
Весной 1658 года участвовал в переговорах со шведскими послами у реки Плюссы, относительно вечного мира, а в конце этого года — в заключении перемирия между Россией и Швецией. В 1661 году снова проходили мирные переговоры со шведским королём Карлом XI, которые закончились Кардисским мирным договором, подписанным со стороны России боярином, князем Иваном Семёновичем Прозоровским и Иваном Афанасьевичем Прончищевым. Осенью того же года он пожалован в думные дворяне и назначен послом в Швецию, куда снова ездил в 1662 и 1663 годах.
В 1678 году уже в чине окольничего и с титулом наместника Чебоксарского, он участвовал в переговорах с польскими послами в Москве. В 1681 году был отправлен на посольский съезд в Швецию «великим и полномочным послом»: в дворянах при нём находились его сын, стольник Михаил Иванович и ещё четыре Прончищевых, состоявших с ним в дальнем родстве. В промежутках между посольской службой и заключением договоров, он нёс придворную службу, участвовал в Смоленском походе и руководил различными приказами.

### Придворная служба
В 1648 году, на следующий день свадьбы царя Алексея Михайловича с Марией Ильиничной Милославской, Прончищев был в числе стольников, ставивших кушанья перед боярами, сидевшими в кривом столе. В 1650—1652 годах он сопровождал царя в его богомольных и загородных походах.
В 1653 году находился в числе лиц, отправленных в Нижний Новгород на встречу грузинской царицы Елены Леоновны и её сына царевича Николая Давидовича, а по дороге обратно должен был стоять у царевича «на ухабе», в 1654 году ездил к грузинской царице «со столом» от царя.
В 1656 году он — рында при приёме послов немецкого императора Фердинанда. В 1660 году, во время обеда, данного по случаю отпуска грузинского царевича Николая Давидовича, подавал кушанья царю Алексею. В 1664 году Прончищев был приставом у английского посла графа Карлейля и участвовал в «ответе» с ним, а во время торжественного обеда в Грановитой палате, вместе с Никитой Ивановичем Шереметевым, был посажен на одной скамье с графом Карлейлем.
В Вербное воскресенье, в 1665 году, а также 22 октября 1674 года, в день празднования Казанской иконы Божией Матери, Прончищев участвовал в крестных ходах. В 1669 году дневал и ночевал при гробе царевича Симеона Алексеевича, а в 1670 году — при гробе царевича Алексея Алексеевича. В 1668, 1674, 1675, 1678 и 1679 годах, во время отсутствия царя в Москве, Иван Прончищев неоднократно оставался охранять город вместе с другими доверенными лицами. В 1675 году во время сильного пожара в Китай-городе, царь назначил Прончищева одним из распорядителей при тушении.
Хотя мать и жена Прончищева не находились в числе «приезжих» боярынь царицы Марии Ильиничны, но в исключительных случаях они являлись на приёмах царицы «встречницами» и «приставами». Так, например, в 1654 году, когда царица Мария Ильинична принимала в Золотой палате грузинскую царицу Елену Леоновну, мать Прончищева была одной из боярынь, ехавших в санях с царицей со двора в город, а затем обедавших у неё в Передней палате. В 1660 году у Марии Ильиничны снова прошёл приём грузинской царицы, и жена Прончищева была «приставом» у неё.
В 1646 году в походе с Ливен в Белгород, Прончищев был есаулом в полку князя Дмитрия Петровича Львова. В 1656 году, во время Польского похода царя Алексея Михайловича, воеводой в Смоленске был боярин Василий Борисович Шереметев. Много московских служилых людей, находившихся в царском войске, оказались в «бегах»: они наполняли Смоленск и его уезд, а их поимка была затруднительна, поэтому в помощь Шереметеву был направлен Прончищев, которому строго приказано:
Сыскав всех беглых и учиня им наказанье, выслать их на государеву службу тотчас, безо всякого мотчанья.
А 18 июля 1656 года В. Б. Шереметеву предписано:
Как стольник Иван Прончищев в Смоленеск приедет и учнет для сыску служилых людей о людех говорить, и ему б для того сыску людей каких пригоже давать велеть, чтоб у него за тем в Смоленску мотчанья не было. А как он, Иван, выслав служилых людей, из Смоленска к великому государю поедет, и ему, Ивану, на реке Каспле велети дать стружок небольшой, в чем ему к великому государю в поход водою доехать.
В 1657 году Прончищев был послан в Малороссию вместе с окольничим Богданом Матвеевичем Хитрово и из-за местничества с ним отсидел в тюрьме, а по возвращении в Москву «был бит батогами» и должен был заплатить пени 500 рублей за то, что доехал до тюрьмы на санях.
И ты, детина, забыв свою „худую породу“, до тюрьмы ехал в санях, чего из давных лет неповелено; а которые превеликие господа твои, бояре и окольничие и думные и ближние люди от него Великого Государя за опалу посланы бывают в тюрьму, и те до тюрьмы ходят пешие, а на лошадях и в санях не ездят.
В 1662—1663 годах Прончищев начальствовал в Приказе Большой Казны и в Монастырском Приказе, а в 1668 году — в Приказе Большого Прихода.
С 5 декабря 1670 года, почти 3 года, он был вторым воеводой в Казани. 2 ноября 1673 года вместе с первым казанским воеводой князем Алексеем Андреевичем Голицыным и с бывшими в Казани дьяками, явился в село Преображенское, и все они были у царя «у руки».
В 1674—1675 годах Прончищев начальствовал в Разбойном Приказе, с титулом наместника Елатомского. В 1682 году он присутствовал на Земском соборе, уничтожившем местничество.

## Семья
Его отец — Афанасий Осипович Прончищев.
Жена — Пелагея Ивановна ур. Совина; сыновья — Пётр (?—1700) и Михаил (1651—1702).